# 日韓戦
日韓戦（にっかんせん）とは、日本国（以下 日本）および大韓民国（以下 韓国）の両国間における競争・対戦のことである。
今日に至っては、スポーツや文化などにおいて、両国それぞれから選抜された者同士、またはその者らで編成されたチーム、あるいは選抜された代表団体同士によって行われる競争・対戦・試合のことを指す。
以下はスポーツにおける日韓戦の一覧である。
- 夏季オリンピックおよびその予選
- 冬季オリンピック
- アジア競技大会
- サッカー（日韓戦 (サッカー)を参照）
  - FIFAワールドカップ・アジア予選
  - AFCアジアカップおよびその予選
  - 東アジアカップ
  - AFCチャンピオンズリーグ
  - 日韓女子リーグチャンピオンシップ
  - JOMO CUP
- ラグビー
  - アジア5カ国対抗
- バスケットボール
  - バスケットボールアジア選手権
  - bj-KBL チャンピオンシップゲームズ
  - アジアWチャンピオンシップ（日韓Wリーグチャンピオンシップ）
- バレーボール
  - バレーボールアジア選手権
  - 日韓Vリーグトップマッチ
- ハンドボール
  - 東アジアハンドボールクラブ選手権
- ソフトボール
- 野球
  - ワールド・ベースボール・クラシック
  - アジア野球選手権大会
  - アジアシリーズ（日韓クラブチャンピオンシップ）
  - 日韓プロ野球スーパーゲーム
- ゴルフ
  - ゴルフ日韓対抗戦
  - 日韓女子プロゴルフ対抗戦
- テニス
  - デビスカップ
  - フェドカップ
- 水球
- ボクシング
- 碁
  - 碁の棋戦